# St. Hubertus und Christophorus (Wien)

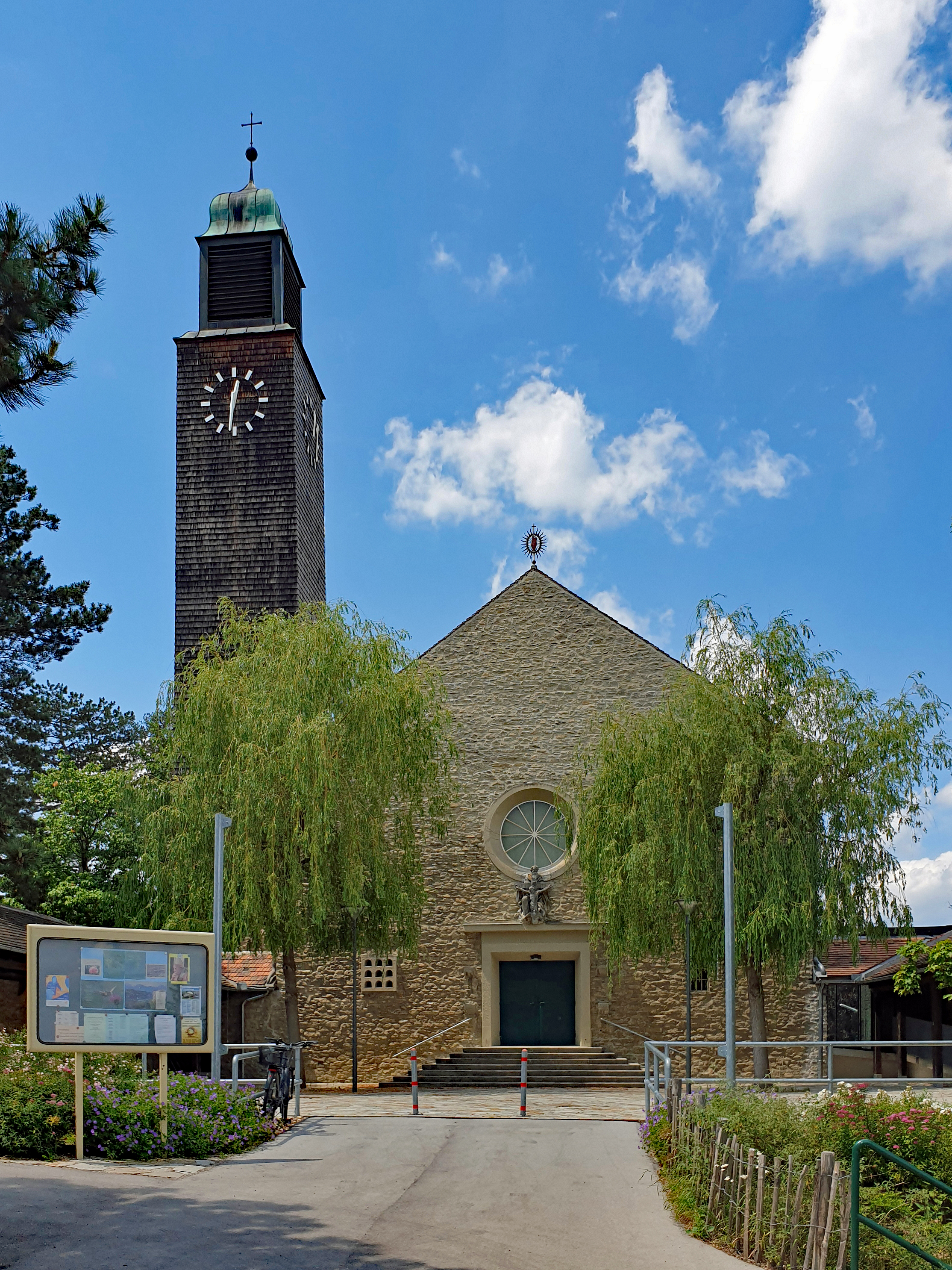
Pfarrkirche St. Hubertus und Christophorus am Lainzer Tiergarten

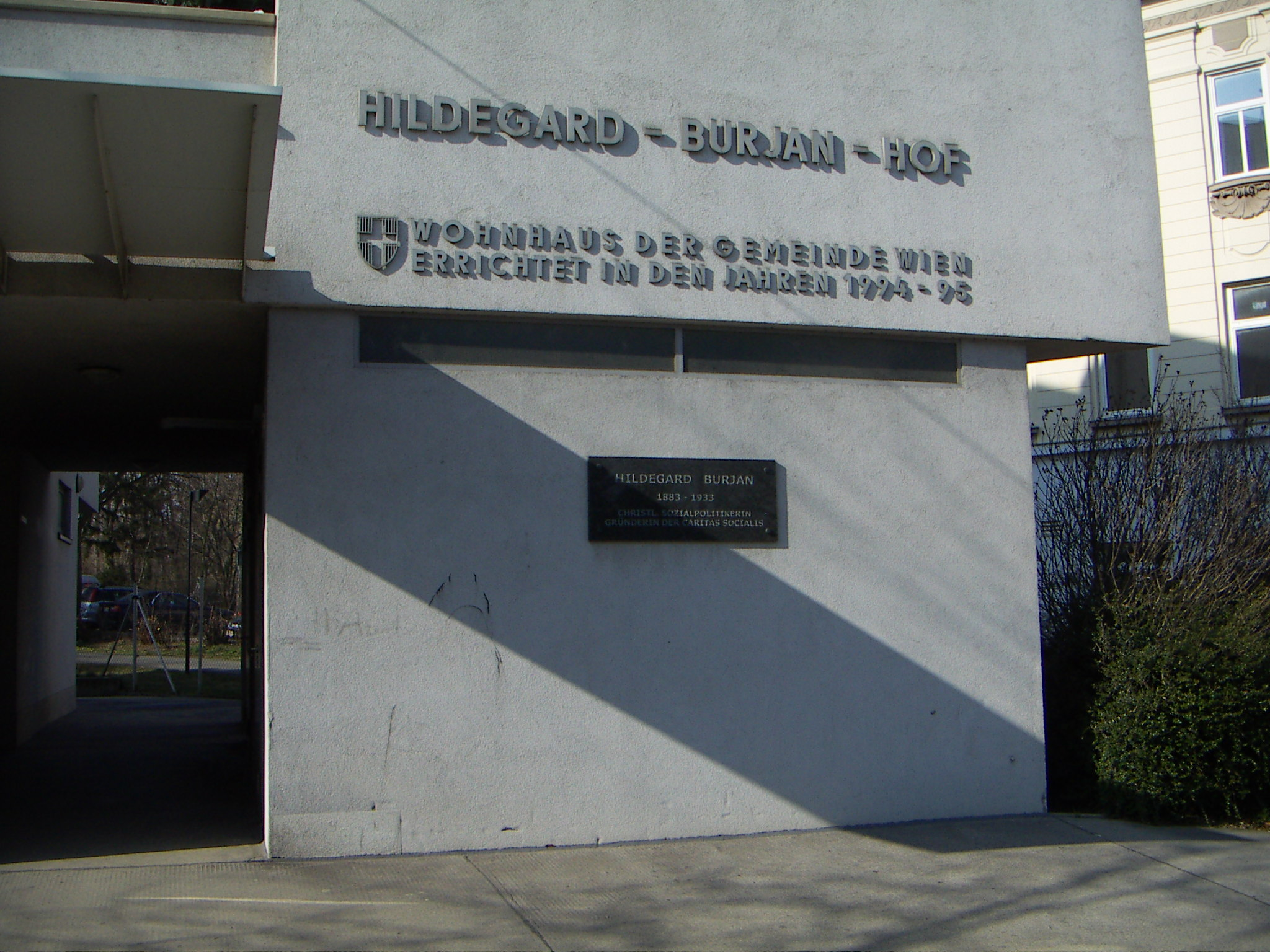
Hildegard-Burjan-Hof

Die Pfarrkirche St. Hubertus und Christophorus am Lainzer Tiergarten ist eine römisch-katholische Kirche im 13. Wiener Gemeindebezirk Hietzing in der Granichstaedtengasse 73. Ab 2025 ist sie auf Grund der Zusammenlegung mit der Pfarre Lainz eine Filialkirche ohne eigene Rechtspersönlichkeit der neuen Pfarre Lainz, die dann den Namen „Pfarre am Lainzerbach“ trägt. Die bisherigen Rechtspersonen, die mit der bisherigen Pfarrkirche verbunden waren (einschließlich Pfarrpfründe) gehen auf die neue Pfarre über.

## Geschichte
Nach dem Ersten Weltkrieg wurde ein Teil des Lainzer Tiergartens für die Besiedlung freigegeben. Dabei entstanden diverse Siedlungen wie die SAT-Siedlung, die Friedensstadt, die Polizeisiedlung, die Zollwachesiedlung und die Siedlung Heimscholle. Dass die Initiative an die Lainzer Pfarrkirche und den dortigen Pfarrer Anton Schrefel fiel, ergab sich durch die Notkirche, die linksseitig des Lainzerbachs und damit im Pfarrgebiet Lainz lag. Die Neubausiedlungen und die jetzige Kirche sind jedoch rechtsseitig des Baches und waren damit im Gebiet der Pfarrkirche Mauer mit dem dortigen Pfarrer Franz Gessl, weshalb sich die Gründungsaktivitäten in die Quere kamen und Konflikte auslösten. Die Seelsorge in der Notkirche wurde von Priestern des Ordens der Nazarener getragen. Schrefel gewann dann Pater Josef Lappas vom Pallottiner-Orden für die neue Pfarrkirche, womit dieser zum Prellbock und Mediator zwischen Lainz und Mauer wurde. Versöhnlich verlief das Ende um die Gebietsstreitigkeiten um die SAT-Siedlung, von denen Lappas berichtete: Am Schluss der Debatte reichte mir Monsignore Gessl die Hand und sprach: Sagen wir jetzt Du. Der Orden der Pallottiner betreute die Kirche bis zum Herbst 2023, ab diesem Zeitpunkt wurde die Seelsorge vom Orden der Jesuiten übernommen.

## Notkirche
Die Notkirche war eine ehemalige Werkstatt des Gemeinderates Halla an der Dr.-Schober-Straße 3, heute Kongresssiedlung, wo heute gegenüber die Bettenstation des Pensionistenwohnhauses Föhrenhof situiert ist. Ein Holzkreuz im Vorgarten des Pensionistenwohnhauses erinnert noch daran. Der erste Gottesdienst in der Notkirche wurde am 19. April 1931 von Prälat Karl Drexel gehalten. Zur Unterscheidung von den umliegenden anderen Werkstätten wurde die Notkirche mit einem Turm versehen und mit zwei Glocken von der Glockengießerei Pfundner in Wien-Favoriten bestückt. Beide Glocken waren bereits für die künftige Kirche gedacht und wurden dem heiligen Hubertus sowie dem heiligen Christophorus geweiht. Die Wahl dieser Heiligen entsprach einem Wunsch von Kardinal Friedrich Gustav Piffl: Hubertus in Erinnerung an das ehemalige Jagdgebiet, Christophorus, weil es in Wien damals noch keine ihm geweihte Kirche gab – die Zahl der Autos der Mittelschicht stieg stark an, was den Wunsch nach Weihe entstehen ließ. Da Kardinal Piffl bei der Weihe der Glocken verstorben war, nahm diese am 23. Juli 1933 Kardinal Theodor Innitzer vor, wobei gleichzeitig Kraftfahrzeuge gesegnet wurden. Zeitgleich war ein erheblicher Teil des Mittelstandes verarmt, weshalb in der Notkirche ein Elisabethtisch, ein Ausspeisung, von Hildegard Burjan und Pfarrer Anton Schrefel begründet wurde. An Burjan erinnert deshalb in der Speisinger Straße 46 der Hildegard-Burjan-Hof.

## Kirche
Das Grundstück wurde von der Pfarre Lainz in der Polizeisiedlung gekauft. Die Kirche wurde in den Jahren 1934 bis 1935 nach den Plänen der Architekten Kurt Klaudy und Georg Lippert mit der Bauleitung des Architekten Anton Liebe errichtet. Am 15. November 1935 wurde sie durch Kardinal Theodor Innitzer geweiht. Die Mosaikfenster sind von Hans Alexander Brunner. Die Wandgemälde in der Altarnische und an den Chorwänden sind von Hans Becker, das Altarbild und die Fresken der Kirchenpatrone stammen von Karl Engel. Am Marienaltar Schnitzarbeit Madonna und weitere Figuren von Mea Bratusch. Die Orgel wurde im Jahre 1996 von Wolfgang Eisenbarth aus Passau gebaut und vom Bischofsvikar Anton Berger geweiht. Tabernakel, Ambo und Kerzenständer stammen von Manfred Stubmann.